# Teufelsbrünnlein

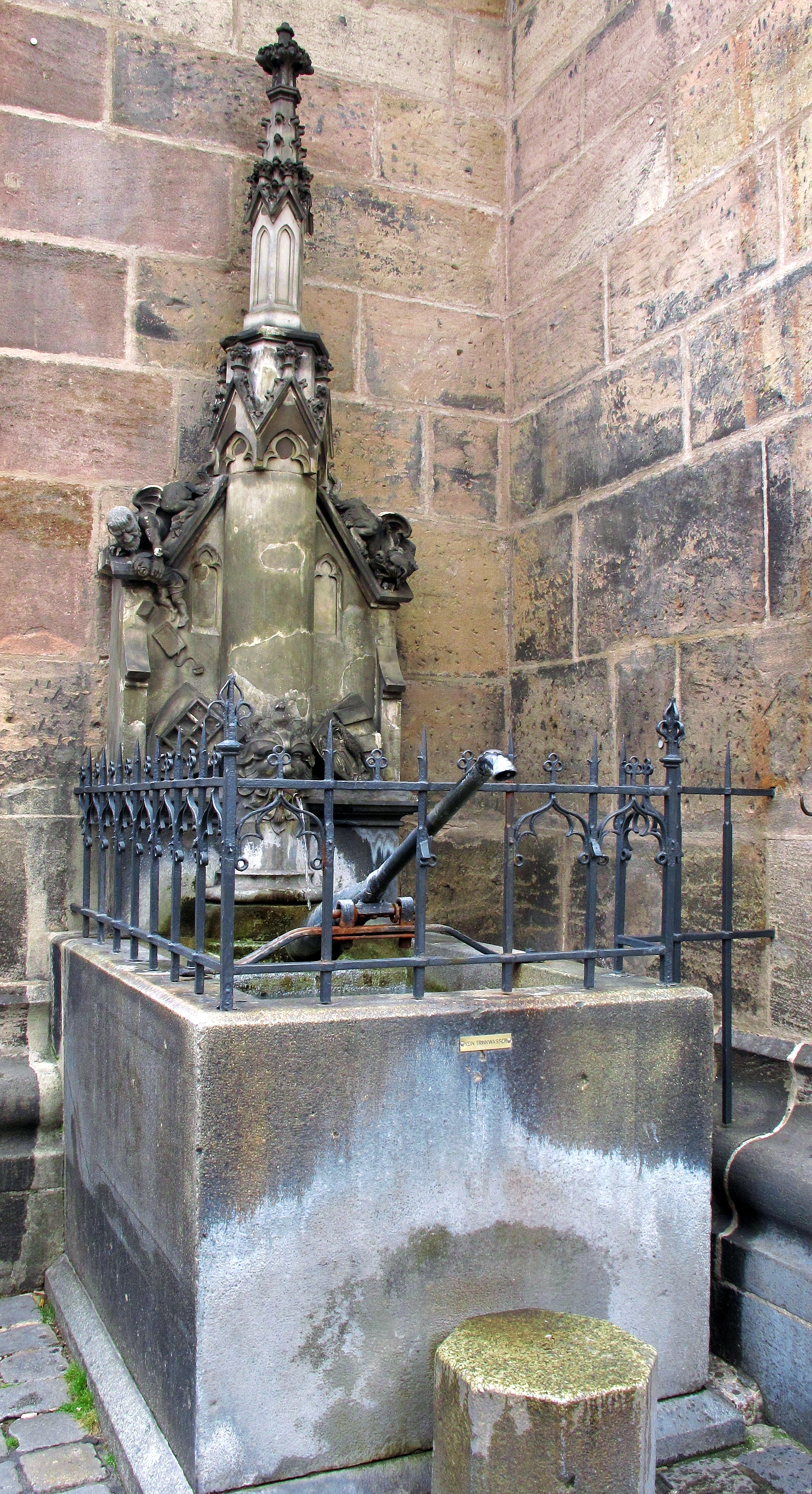
Teufelsbrünnlein

Das Teufelsbrünnlein ist ein Nürnberger Brunnen. Sein Name bezieht sich auf die Brunnenszene, die einen Drachen und einen Teufel, der gerade einen Schulbuben ergreift, darstellt.

## Entstehung und Standort

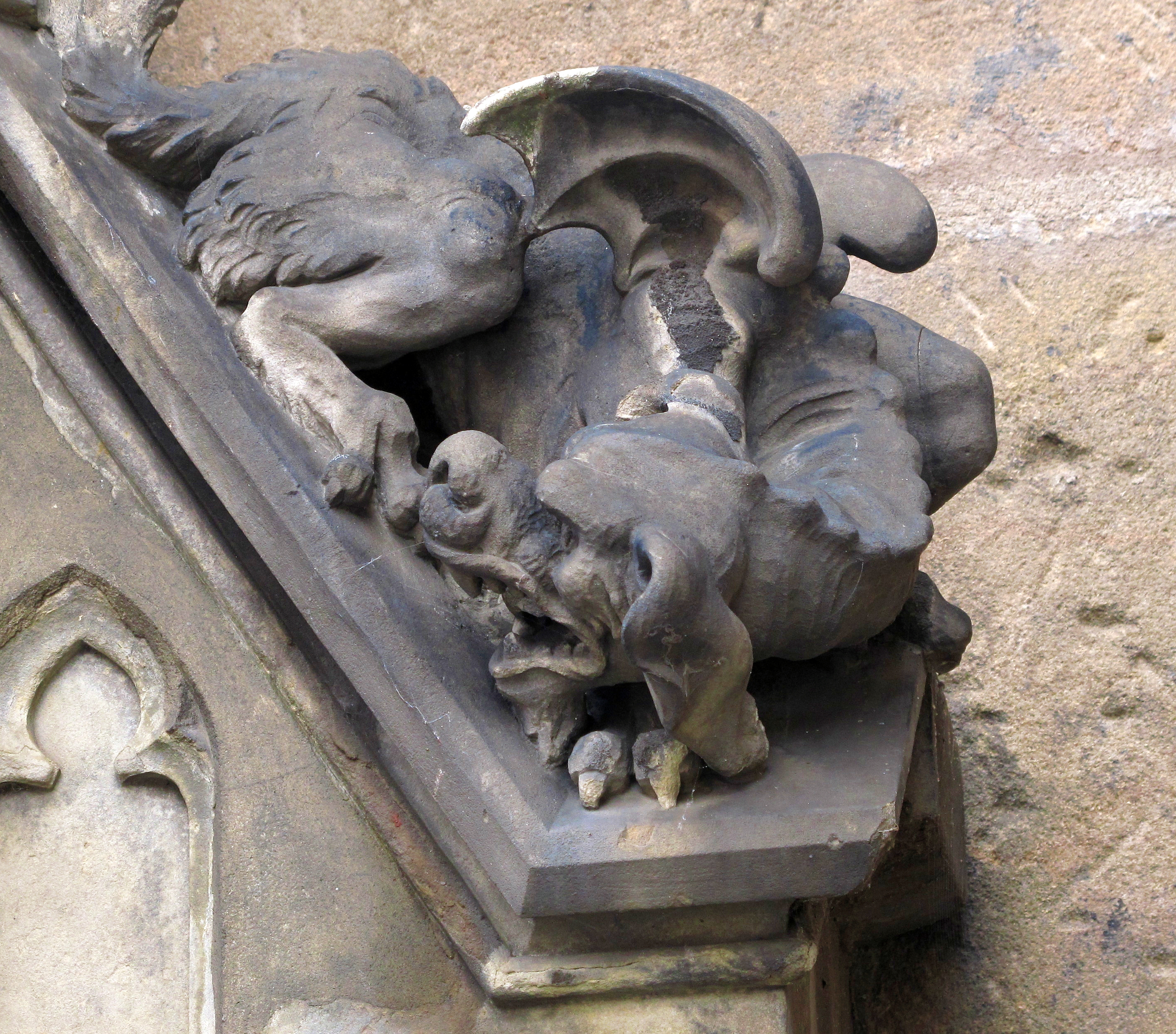
Detail Drache

Der Brunnen steht am Nordturm der Lorenzkirche. Er wurde 1888 nach einem Entwurf von Friedrich Wanderer gebaut. 

## Das Brünnlein im Detail
Das Teufelsbrünnlein ist aus Sandstein gefertigt. Das viereckige Brunnenbecken besitzt einen Schwenkauslauf und ist von einem Schutzgitter umgeben. 
An der Rückwand des Brunnenbeckens und direkt an die Kirchenmauer grenzend, befindet sich ein Relief mit Wappen der Stadt Nürnberg und Rost des Heiligen Laurentius. Das Relief geht in einen neugotischen Rundpfeiler über, welcher in einer Fiale endet. Auf den seitlichen Schrägen, die den Übergang Relief zu Rundsäule markieren und auch als stilistisch angedeutetes Dach interpretiert werden, befindet sich rechts der Drache und links der Teufel mit dem Schuljungen.

## Sage

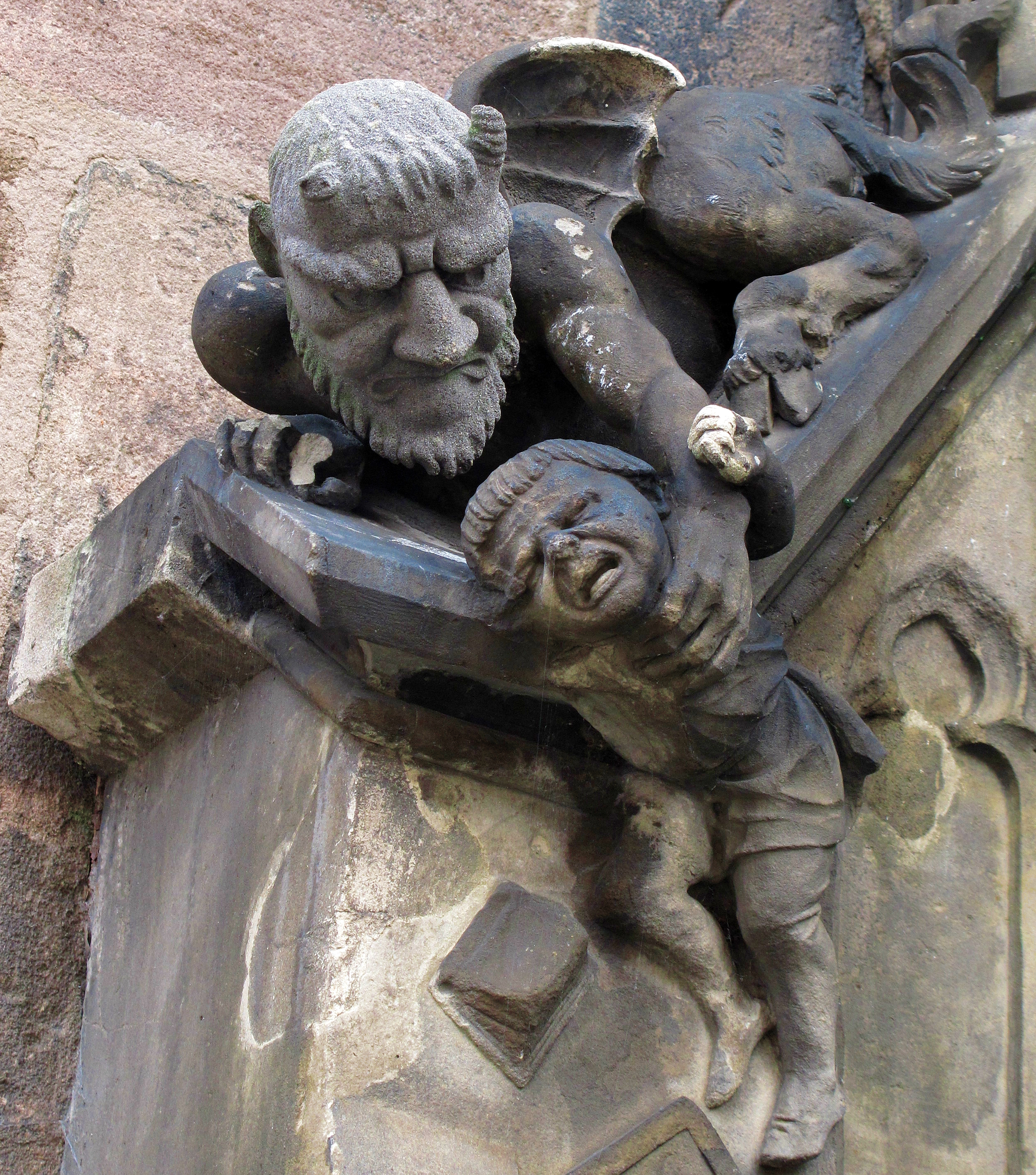
Detail Teufel

Der Sage nach soll der Schulbub der Brunnenszene ein hitzköpfiger „Schusserbou“ (Schusserjunge, Murmelspieler) gewesen sein. Nach der Schule pflegte er mit seinen Schulkameraden auf dem Schulhof am Lorenzer Platz regelmäßig zu schussern, also Murmeln zu spielen. Dabei schummelte er, wie es gerade ging und es ihm gerade einfiel. Als er von seinen Freunden darauf angesprochen wurde, stritt er jegliche Schummelei ab und bekräftigte seine Unschuld mit den Worten: „Wenn´s nicht wahr ist, soll mich der Teufel holen!“, worauf der Leibhaftige herabfuhr und den Buben mit sich fort nahm. Während des Flugs soll der Schusserbou noch seine Kappe verloren haben. Diese wurde dann vom Blitzableiter des Chordachs der Lorenzkirche aufgefangen und verlieh dem dort befindlichen Blechknauf den Beinamen „Lausbubenkäpple“.